# 和泉誠
和泉 誠（いずみ まこと 1975年10月27日生まれ）は、大阪在住の元アーティストで保育施設の運営者。株式会社なーと代表取締役。京都精華大学美術学部造形学科卒業。血液型はB型。2児の父。NPO法人スーパーダディ協会常任理事。TEDxHimi2018スピーカー

## 概略
自身の娘のために作ったアトリエが小規模保育所「こどもなーと」発展。以後、現在は保育施設の運営に携わる。